# Championnat d'Éthiopie de football 2000-2001
Navigation
Saison précédente Saison suivante
La saison 2000-2001 du Championnat d'Éthiopie de football est la cinquante-cinquième édition de la première division en Éthiopie, la National League. Elle regroupe, sous forme d'une poule unique, les quatorze meilleures équipes du pays qui se rencontrent deux fois, à domicile et à l'extérieur. En fin de saison, les deux derniers du classement sont relégués et remplacés par les deux meilleures formations de deuxième division.
C'est le club d'EEPCO, anciennement connu sous le nom de Mebrat Hail, qui remporte le championnat cette saison après avoir terminé en tête du classement final, avec dix points d'avance sur le double tenant du titre, Saint-George SA et onze sur Ethiopian Coffee. C'est le troisième titre de champion d'Éthiopie de l'histoire du club, qui réussit même le doublé en s'imposant en finale de la Coupe d'Éthiopie face à Guna FC.

## Les clubs participants
| - EEPCO - Ethiopian Insurance FC - Ethiopian Bunna - Awassa City FC - Dire Dawa Railways FC - Adama City - Kombelcha Cherka Cherk - Promu de D2 | - Harrar City FC - Promu de D2 - Guna FC - Banks Sports Club - Saint-George SA - Muger Cement FC - Trans Ethiopia FC - Wonji Sugar FC - Promu de D2 |

## Compétition
Le barème de points servant à établir les classements se décompose ainsi :
- Victoire : 3 points
- Match nul : 1 point
- Défaite : 0 point

### Classement
| Rang | Équipe                  | Pts | J  | G  | N | P  | Bp | Bc | Diff |
| ---- | ----------------------- | --- | -- | -- | - | -- | -- | -- | ---- |
| 1    | EEPCOC                  | 59  | 26 | 19 | 2 | 5  | 53 | 19 | +34  |
| 2    | Saint-George SAT        | 49  | 26 | 14 | 7 | 5  | 47 | 24 | +23  |
| 3    | Ethiopian Coffee        | 48  | 26 | 14 | 6 | 6  | 50 | 34 | +16  |
| 4    | Banks Sports Club       | 39  | 26 | 12 | 3 | 11 | 46 | 39 | +7   |
| 5    | Guna FC                 | 39  | 26 | 10 | 9 | 7  | 24 | 19 | +5   |
| 6    | Awassa City FC          | 39  | 26 | 11 | 6 | 9  | 34 | 30 | +4   |
| 7    | Adama City              | 38  | 26 | 11 | 5 | 10 | 36 | 33 | +3   |
| 8    | Trans Ethiopia FC       | 37  | 26 | 10 | 7 | 9  | 29 | 31 | -2   |
| 9    | Dire Dawa Railways FC   | 34  | 26 | 9  | 7 | 10 | 49 | 42 | +7   |
| 10   | Muger Cement FC         | 30  | 26 | 8  | 6 | 12 | 30 | 41 | -11  |
| 11   | Ethiopian Insurance FC  | 27  | 26 | 6  | 9 | 11 | 31 | 39 | -8   |
| 12   | Wonji Sugar FCP         | 27  | 26 | 7  | 6 | 10 | 30 | 43 | -13  |
| 13   | Kombelcha Cherka CherkP | 23  | 26 | 5  | 8 | 13 | 24 | 52 | -28  |
| 14   | Harrar City FCP         | 14  | 26 | 3  | 8 | 15 | 24 | 61 | -37  |

|  | Qualification pour la Ligue des champions de la CAF 2002                                |
|  | Qualification pour la Coupe des Coupes 2002                                             |
|  | Qualification pour la Coupe de la CAF 2002                                              |
|  | Relégation directe en deuxième division                                                 |
|  | T : Tenant du titre C : Vainqueur de la Coupe d'Éthiopie P : Promu de deuxième division |

## Bilan de la saison
| Championnat d'Éthiopie de football 2000-2001 |                        |
| Champion                                     | EEPCO (3e titre)       |
| Coupes et trophées                           |                        |
| Vainqueur de la Coupe d'Éthiopie 2000-2001   | EEPCO                  |
| Qualifications continentales                 |                        |
| Ligue des champions de la CAF 2002           | EEPCO                  |
| Coupe des Coupes 2002                        | Guna FC                |
| Coupe de la CAF 2002                         | Saint-George SA        |
| Promotions et relégations                    |                        |
| Promus en National League                    | Nyala SC               |
| Promus en National League                    | Arba Minch Textile FC  |
| Relégués en Second League                    | Kombelcha Cherka Cherk |
| Relégués en Second League                    | Harrar City FC         |